# Ainard
Ainard est un prélat français de la fin du XIIe siècle, évêque du Puy.

## Biographie
Élu évêque du Puy en 1189, Ainard n'obtient main-levée des revenus de son évêché qu'en 1191, époque où il prête serment à Philippe Auguste, qui était jusque-là en pèlerinage en Syrie. Aynard donne à l'hôpital du Puy, en 1195, un pré et un moulin sur le Dolaizon.